# Homosassa (geslacht)
Homosassa is een geslacht van vlinders van de familie snuitmotten (Pyralidae), uit de onderfamilie Phycitinae.

## Soorten
- H. ella Hulst, 1887
- H. incudella Shaffer, 1968
- H. platella Shaffer, 1968